# Quincey (Alta Saona)
Quincey è un comune francese di 1 280 abitanti situato nel dipartimento dell'Alta Saona nella regione della Borgogna-Franca Contea.

## Società

### Evoluzione demografica
Abitanti censiti